# 伊斯科阿特尔
伊斯科阿特尔（纳瓦特尔语：Itzcōhuātl，“黑曜石之蛇”，（？—1440年）），是阿兹特克特诺奇蒂特兰城的第四位统治者，阿卡马皮奇特利之子，他是奇马尔波波卡的叔叔，奇马尔波波卡被人刺杀，年仅29岁，这才使得伊斯科阿特尔即位。
在他的领导下，特诺奇蒂特兰摆脱了阿斯卡波特萨尔科的控制，并与特斯科科、特拉科潘结为同盟，阿兹特克帝国建立，并且开始大举扩张。伊斯科阿特尔进行改革，他和维齐利维特尔之子联合下令焚毁平民家中的书籍，声称“书中含有虚假的谎言，不是每个阿兹特克人都要明白那些图画”。二人篡改了阿兹特克人的历史，提升了阿兹特克人在历史中的地位，这才允许平民们进行学习。他还继续扩建特诺奇蒂特兰，而且划分了阿兹特克帝国的社会结构和政府结构，巩固了三国同盟的统治。伊斯科阿特尔被认为是阿兹特克历史上比较杰出的君主之一。